# Myotis belgicus
Espèce
Myotis belgicus est une espèce éteinte de chauve-souris de la famille des vespertilionidés. Elle a vécu il y a environ 33,5 Ma (millions d'années) au cours de l'Oligocène inférieur (Rupélien).  Ses restes fossiles ont été découverts principalement à Boutersem dans le Brabant Flamand, en Belgique, mais également autour des localités de Hoogbutsel et Hoeleden. 
Il s'agit du fossile le plus ancien du genre Myotis. Cela prouve que ce genre a existé au moins 7 millions d'années plus tôt que supposé précédemment.